# Stegonotus modestus
Stegonotus modestus — вид змій родини полозових (Colubridae). Ендемік Індонезії. Описаний у 2017 році.

## Поширення і екологія
Stegonotus modestus мешкають на островах Амбон, Буру і Серам в північній частині Молуккського архіпелагу, можливо, також на сусідніх островах. Вони живуть в первинних і вторинних вологих тропічних лісах, на висоті до 500 м над рівнем моря. Відкладають яйця.